# Unió Demòcrates
La Unió Demòcrates (en letó: Demokrātu savienība, DS) fou un partit polític de Letònia del període d'entreguerres.
El partit va guanyar sis escons a les eleccions de l'Assemblea Constituent de 1920, esdevenint la quarta unió o coalició més gran de l'Assemblea. A les eleccions legislatives de 1922 va decidir no concorre-hi, tot i que ho tornà a fer a les eleccions de 1925.